# Yjet Shqiptarë të Diasporës
Yjet Shqiptarë të Diasporës (ungefär: Albanska stjärnor i diasporan) är ett albanskt TV-program i talangtävlingens format som produceras av Top Channel. Programmet riktar sig till unga talanger med albanskt ursprung bosatta utanför Albanien och omfattar olika konstnärliga områden, som sång, dans, musik, tolkning och performance.
TV-projektet är det första i sitt slag som genomförs utanför Albaniens gränser i syfte att främja och synliggöra värdet av den albanska diasporan.
Programmet hade premiär den 2 februari 2025 och sänds varje söndag klockan 20:10 i bästa sändningstid på Top Channel. Ledja Liku är exekutiv producent, och koreografen Ilir Shaqiri leder programmet som värd och juryns ordförande.

## Programformat
Yjet Shqiptarë të Diasporës spelas in i flera europeiska städer med stor albansk befolkning, inklusive Rom, Dortmund, Skopje, Basel, Pristina och Milano.
Deltagarna är mellan 14 och 30 år och tävlar i kategorier som:
- Sång
- Dans
- Interpretation
- Musikframträdanden
- Performance

För att delta måste de skicka in en 60 sekunder lång video där de visar upp sin talang. Första omgången är inte TV-sänd, utan består av en förhandsgranskning av inskickade bidrag från produktionsteamet.
Efter gallringen röstar publiken online för att utse semifinalister. Juryn, som består av etablerade albanska kulturpersonligheter, väljer sedan finalisterna bland de återstående deltagarna.